# 홍천 피씨
홍천 피씨(洪川皮氏)는 강원특별자치도 홍천군을 본관으로 하는 한국의 성씨이다. 시조 피위종(皮謂宗)은 송나라에서 금오위상장군(金吾衛上將軍)을 지냈는데, 정종조에 동국안렴사(東國按廉使)로 고려에 왔다가 귀화하여 병부시랑(兵部侍郞)을 지내고, 좌사의대부(左司議大夫)로 추증되었다. 그의 장남 피인선(皮寅善)이 정당문학(政堂文學), 좌복야(左僕射) 등을 역임하고 홍천군(洪川君)에 봉해졌다.

## 기원
피씨는 중국 천수(天水)에서 계출된 성씨이다. 주나라 경사인 번중피(樊仲皮)라는 사람이 공명이 있어 이름 마지막 글자인 피자를 따서 성으로 삼았다고 한다. 진나라 효제 때 피초(皮初)라는 사람이 위문장을 지냈다고 하며, 당나라 태상박사(太常博士) 피일휴(皮日休)와 그의 두 아들 피중업, 피광업이 문명을 떨쳤다.

## 역사
홍천피씨(洪川皮氏)의 시조는 중국 송나라에서 금오위상장군(金吾衛上將軍)을 지낸 피위종(皮謂宗)이다. 피위종은 정종 때 동국안렴사(東國按廉使)로 고려에 왔다가 귀화하여 병부시랑(兵部侍郞)을 지내고, 좌사의대부(左司議大夫)로 추증되었다.
피위종의 장남 피인선(皮寅善)이 정당문학(政堂文學), 좌복야(左僕射) 등을 역임하고 홍천군(洪川君)에 봉해졌다.
피위종의 차남 피인고(皮寅古)는 대상(大相), 평장사(平章事)를 지내고 단산군(丹山君)에 봉해지면서 단양 피씨로 분적하였다.

## 분파
- 문평공파(文平公派)

## 인물
피인선의 아들 피맹문은 승지를 지냈고, 손자 피원휴는 한림학사(정4품)를 역임하여 가문을 중흥시켰으며, 고려 말에 용담 현령을 역임한 피원량은 재임 기간 동안 왜구 방비에 공헌하여 크게 이름을 날렸다. 조선 헌종 때 학자로 유명한 피병추는 학문이 깊고 문장에 뛰어나 명망이 높았다.
- 피인선(皮寅善) : 고려 때 좌복야
- 피인고(皮寅古) : 고려 때 평장사
- 피맹문(皮孟文) : 고려 때 승지
- 피맹인(皮孟仁) : 고려 때 직학사
- 피원휴(皮元休) : 고려 때 한림학사
- 피자휴(皮子休) : 1390년(고려 공양왕 2년) 문과에 급제하여, 종부사주부(宗簿寺主簿)를 거쳐 상서(尙書)에 이르렀는데, 박학하고 시문(詩文)에 능했다. 조선조에 광주 교수관(廣州敎授官)을 역임했다.[4]
- 피원량(皮元亮) : 고려 말 용담현령(龍潭縣令)
- 피재구(皮栽九) : 조선 때 참의
- 피영기(皮永基) : 조선 때 사성
- 피연길(皮然吉) : 조선 때 참의
- 피세숙(皮世塾) : 조선 때 한성판윤
- 피병준(皮秉俊) : 조선 말기 의관. 약방내침의, 군무아문주사

### 현대 인물
- 피천득(皮千得) : 서울대학교 교수, 수필가
- 피수영(皮守英) : 서울대학교 의과대학 출신, 미네소타 대학교 외과대학 소아과 교수, 서울아산병원 소아과 과장, 울산대학교 의과대학 소아과 교수
- 피서영(皮瑞英) : 서울대학교 물리학과 출신, 보스턴 대학교 물리학과 교수
- 피우진(皮宇鎭) : 군인(예비역 중령), 전 국가보훈처장

## 과거 급제자
홍천 피씨는 조선시대 과거 급제자 50명을 배출하였다.
문과
피자휴(皮子休)
무과
피덕린(皮德麟) 피상린(皮祥麟) 피익황(皮益煌) 피종후(皮宗厚) 피태성(皮泰成) 피홍신(皮弘紳) 피홍철(皮弘喆)
역과
피교선(皮敎宣) 피득충(皮得忠) 피득침(皮得忱) 피문회(皮文會) 피상경(皮尙絅) 피상룡(皮相龍) 피상묵(皮相默) 피상현(皮尙顯) 피의휴(皮義休) 피재희(皮載禧) 피진문(皮振門)
음양과
피경후(皮景厚) 피병간(皮秉侃) 피병년(皮秉年) 피병순(皮秉淳) 피병헌(皮秉憲) 피상오(皮尙五) 피상요(皮相堯) 피상인(皮尙仁) 피익경(皮益烱) 피재유(皮載裕) 피종선(皮宗善) 피종섬(皮宗暹)
의과
피병관(皮秉觀) 피병룡(皮秉龍) 피병연(皮秉淵) 피병준(皮秉俊) 피병집(皮秉緝) 피상국(皮相國) 피상옥(皮相玉) 피상익(皮相翊) 피상협(皮相協) 피재겸(皮載謙) 피재풍(皮載豊) 피종식(皮宗植) 피종우(皮宗佑) 피종환(皮宗桓) 피홍근(皮弘根) 피희경(皮熙敬) 피희두(皮熙斗) 피희석(皮熙晳) 피희성(皮熙成) 피희철(皮熙哲)
생원시
피맹인(皮孟靭)

## 인구
- 1985년 312가구, 1,265명
- 2000년 374가구, 1,143명

## 같이 보기
- 단양 피씨
- 괴산 피씨
- 홍천 피씨